# Litoria rivicola
Litoria rivicola é uma espécie de anfíbio anuro da família Hylidae. Está presente na Indonésia. A UICN classificou-a como pouco preocupante.